# Übeltalferner
Der Übeltalferner (italienisch Ghiacciaio di Malavalle oder italienisch Vedretta di Malavalle) ist mit einer Fläche von etwa 6,2 km² der größte Gletscher der Stubaier Alpen. Er befindet sich fast zur Gänze auf italienischem Staatsgebiet und ist außerdem der größte Gletscher Südtirols. Im Westen und Norden reicht der Gletscher direkt an die Grenze zu Nordtirol und damit Österreich heran. Ein kleiner Teil des Gletschers in der Nähe der Müllerhütte liegt auf österreichischem Staatsgebiet. 
Der Übeltalferner liegt am Talende des Ridnauntals, das sich im oberen Bereich über ein weites Becken erstreckt. Ein Großteil dieses Beckens nimmt der Übeltalferner ein, der seinen Namen aufgrund der bedrohlichen Felswände erhielt, die dieses Becken einrahmen. Die sich früher von dort nach Osten erstreckende, mächtige Gletscherzunge wurde Ebenferner genannt, diese ist Ende des 19. Jahrhunderts abgeschmolzen.
In unmittelbarer Nähe des Gletschers befinden sich zwei Alpenvereinshütten: zum einen die Müllerhütte unmittelbar nördlich des Gletschers am Fuß des Südwestgrats des Wilden Freigers, zum anderen das Becherhaus, nur etwas mehr als einen Kilometer östlich davon auf dem Becherfelsen (3195 m).

## Lage und Form
Im Nährgebiet ist die Struktur des Gletschers vielgliedrig, der Hauptstrom wird gesäumt von Felsnischen und Karen, in denen sich abhängig von der Exposition und Neigung unterschiedlich viel Schnee ansammelt. Das ausgedehnteste dieser Kare liegt östlich der Kammlinie zwischen dem Wilden Pfaff (3417 m) und der Sonklarspitze (Gipfel mittlerweile auf 3444 m abgeschmolzen), die den höchsten Punkt des Gletschers darstellt. Zwei weitere Kare befinden sich oberhalb von 3200 m, eines östlich des Kamms zwischen Sonklar- und Schwarzwandspitze (3354 m), das andere nördlich des Wilden Freigers (3418 m), eingebettet zwischen dessen Südwest- und Südgrat.
Auf einer Höhe zwischen 2900 m und 2800 m vereinen sich die aus den verschiedenen Karen gespeisten Gletscherarme in einem weiten, zentralen Becken zum Hauptstrom. Hier erreicht den Gletscher auch das Eis eines kleineren, nord-exponierten Beckens, das nördlich des Kammes zwischen Hofmannspitze (3113 m) und Königshofspitze (3132 m) liegt. Der Gletscher weist an der Stelle dieses Zusammenflusses vermutlich die größte Eisdicke auf. Weiter unterhalb speisen weitere nordseitige Gletscherbecken den Hauptfluss. Diese kommen von der Kammlinie zwischen Königshofspitze, Botzer (3251 m) und Hochgewand (3190 m). Eine Felsbarriere teilt das Zungenende des Gletschers in zwei Teile: Der nördliche Ast zieht entlang der Seitenmoräne, die vom Gletscherhöchststand Mitte des 19. Jahrhunderts zurückblieb, und endet auf etwa 2550 m beim Vogelhüttensee, einem Gletscherrandsee. Der südliche Arm endet oberhalb eines 300 m hohen Felsabbruchs.

## Massenbilanz
Seit 2001 werden auf dem Übeltalferner Massenbilanzmessungen mittels der direkten glaziologischen Methode durchgeführt. Bis 2010 wiesen alle neun untersuchten Haushaltsjahre eine negative Massenbilanz auf, der Durchschnitt der mittleren spezifischen Massenbilanz für diese Jahre betrug -849 Millimetern Wasseräquivalent (mm WE), was als jährlichen Abnahme der durchschnittlichen Eisdicke des Gletschers aufgefasst werden kann. Die größten Verluste wurden dabei in den Jahren 2003 und 2006 mit -1461 bzw. -1408 mm WE gemessen. Der geringste Verlust trat in den Jahren 2004 und 2010 mit -208 bzw. -197 mm WE auf. Im vergleichsweise gletscherfreundlichen Haushaltsjahr 2009/2010 befand sich die Gleichgewichtslinie (ELA) auf einer Höhe von 3032 m, der Anteil des Nährgebiets an der Gesamtfläche (Accumulation Area Ratio, AAR) lag bei 42 %.
Im benachbarten Hangenden Ferner nördlich der Teplitzer Hütte, bei dem bereits seit 1995 Massenbilanzmessungen durchgeführt werden, ist die Entwicklung noch ungünstiger. Dies ist auf dessen südliche Exposition und die niedrigere Höhe des Gletschers zurückzuführen.